# W-VALUE SELECT
W-VALUE SELECT（ダブルバリューセレクト）は、ソフトバンク（旧・ウィルコム→イー・アクセス→ワイモバイル→ソフトバンクモバイル）が提供する電話機購入時に加入できたサービス。2007年7月13日サービス開始。
2014年8月開始のY!mobileブランドでは、PHSサービスに対して適用される。

## 概要
新規契約または機種変更時に、適用機種をW-VALUE SELECT販売価格で購入する事により、機種によって最大24ヶ月間または最大36ヶ月間利用料金から割引が受けられるW-VALUE割引と故障、紛失、盗難時などに保証サービスが受けられるW-VALUEサポートの2つのサービスからなる。
W-VALUE SELECTで電話機を購入する場合、一括払いか均等分割払い（頭金なし）のいずれかを選択できる。
※均等分割払いに関しては、機種によって24回か36回が定められている。
なお、毎月の利用料金は原則口座振替かクレジット払いを選択している利用者が加入できる。
サービス開始当初は、対象者が機種利用期間が10か月以上のユーザーで、なおかつ機種が限定されていたが、8月から新規契約時にも加入できるようになり、適用機種も拡大された。また、何らかのキャンペーンが行われている場合は、機種利用期間が6か月以上の機種変更希望者にも適用される。

## W-VALUE割引
機種ごとに新規契約や機種変更、また加入している料金コースやオプションにより設定された金額を毎月の利用料金よりから割り引く。
実際の割引金額は、割引可能額の税抜価格を24または36か月で割った金額で1円未満の端数を切り上げて行う、したがって、割引合計金額は割引可能額の税抜価格を超えることがある。割引額は月額料金・通話料・通信料などの利用料金から差し引かれるため、利用料金が割引額に満たない場合はその金額が上限として割引が適用される（割引額に満たない場合でも割引可能額から全額差し引かれる）。2007年10月10日から割引額が一部改定され、加入している料金コースやオプションにかかわらず、機種ごとに一律の割引額となった。
※当初は全ての対象機種において最大24ヶ月間割引するサービスだったが、2013年11月14日よりスマートフォンと一部の特定機種を除き均等分割払いの際は36回払いになったため、該当機種は割引期間も最大36ヶ月間となっている。
割引額の詳細は、下記を参照の事。
- W-VALUE SELECT 割引額一覧表
- 2007年10月10日以降の新規契約、機種変更割引額一覧（PDF）
- 2007年7月13日～10月9日の新規契約、機種変更割引額一覧（PDF）

## W-VALUEサポート
故障時の修理代金が無料。全損・水濡れ・盗難時換時の費用を最大20,000円までウィルコムが替わって負担するサービス。適用回数は、修理が無制限、交換対応の場合は年1回までとなる。
修理・交換のいずれも、受付時に手数料2,100円または5コインが別途必要となる。
2009年8月31日までに新規契約・機種変更が完了した端末に限り適用され、同年9月1日以降に新規契約・機種変更を行った端末には提供外(後継サービスとして、同日以降契約された電話機には｢ウィルコムあんしんサポート｣が月額315円にて提供されるが、W-VALUE SELECTの加入可否は問わない)となる。
ただし、WILLCOM CORE 3Gの端末については何れも適用外となる。

## 注意点
機種代金を分割払いに選択している場合、24ヶ月以内または36ヶ月以内（W-VALUE SELECT利用期間中）に解約・機種変更した場合には、下記のように残金の支払いが必要となる。
- 解約の場合、機種代金の残金を一括で支払うか、毎月分割で支払うかを選択する。
- 機種変更の場合、機種代金の残金を一括で支払う。
- 強制解約の場合は、一括での支払いが必要となる。
- いずれの場合も、W-VALUE割引とW-VALUEサポートともに終了となる。